# خاچاطور نرسیسیان
خاچاطور روبنی نرسیسیان (ارمنی: Խաչատուր Ռուբենի Ներսիսյան؛  زادهٔ ۲۴ دسامبر ۱۹۲۳ - درگذشته ۱۲ نوامبر ۲۰۰۱) نوازنده کمانچه، ترانه‌پرداز اهل ارمنستان بود. وی بین سال‌های - تا - میلادی فعالیت می‌کرد.

## زندگی‌نامه
وی در ۲۴ دسامبر ۱۹۲۳ در آرماویر به دنیا آمد و از مدرسه شماره ۱۴ نار-دوس و کالج دولتی موسیقی رومانوس ملیکیان فارغ‌التحصیل گشت.  همچنین برندهٔ جوایزی همچون هنرمند شایسته ارمنستان شوروی و چهره هنری شایسته ارمنستان شوروی (۱۹۷۷) شده است. وی در ۱۲ نوامبر ۲۰۰۱ در سن ۷۷ سالگی در ایروان درگذشت.